# سیارک ۵۰۹۱
سیارک ۵۰۹۱ (به انگلیسی: 5091 Isakovskij، نامگذاری:1981SD4) پنج هزار و نود و یکمین سیارک کشف شده‌است که در ۲۵ سپتامبر ۱۹۸۱ کشف شد.
قدر مطلق سیارک برابر ۱۲٫۱۰ است.